# 라팍스 제21군단
라팍스 제21군단(라틴어: Legio XXI Rapax, Rapax는 ‘포식자’를 의미)은 로마 제국의 군단이었다. 그것은 기원전 31년 아우구스투스 황제(기원전 30년 – 서기 14년)에 의해 설립되었으며, 아마도 이전에 다른 군단에 입대했던 사람들일 것이다. 라팍스 제21군단은 사르마티아인에 의해 92년에 파괴되었다. 군단의 상징은 염소자리였던 것으로 생각된다. 아우구스투스는 칸타브리아 전쟁을 위해 그의 새로운 제21군단을 히스파니아 타라코넨시스로 보냈을 것이다. 라팍스 제21군단은 기원전 16-15년에 드루수스가 라에티아의 반란을 진압하기 위해 사용한 5개 군단 중 하나였다. 기원전 15년부터 군단은 라에티아의 새로운 속주에 있는 카스트라 레지나(레겐스부르크)에 주둔했다.
토이토부르크 숲 전투의 재앙 이후, 군단은 증원군으로 게르마니아 인페리오르로 파견되어 알라우다에 제5군단과 함께 카스트라 베테라(크산텐) 베이스 캠프를 공유했다. 5군단과 21군단은 모두 AD 14년에 반란에 가담했다. 43년에 그들은 게르마니아 수페리오르 지방의 빈도니사로 이전되었다.
군단은 46년에서 69년까지 빈도니사를 2개의 보조 코호트, 즉 처음에는 히스파노룸 제3연대와 라에토룸 제5연대, 이후에는 에퀴타타 제7연대와 로마시민 의용군 제26연대와 함께 점령했다.
나머지 게르만족 국경군과 함께 라팍스 제21군단은 네 명의 황제의 해(69년)에 사령관 비텔리우스를 지원하고 로마를 포위하기 위해 진군했다. 그러나 비텔리우스는 그해가 끝나기 전에 베스파시아누스 베스파시아누스에게 패배했다.
70년에 군단은 바타비아 반란을 처리하고 키빌리스에 의해 투옥된 4개 군단을 구출하기 위해 파견된 군대의 일부였다. 그 후 그들은 게르마니아 수페리오르로 보내져 모군티아쿰(현재의 마인츠)의 카스트룸(진영)을 게미나 제14군단과 공유했다.
89년에 모군티아쿰의 군단은 도미티아누스 황제에 대한 반란을 일으킨 사령관 루키우스 안토니우스 사투르니누스를 지원했다. 이 성공적인 반란이 끝난 후 군단은 분리되었고, 라팍스 제21군단은 판노니아로 파견되었다. 군단은 아마도 록솔라니에 대한 언급으로 추정되는 사르마티아족에 대항하여 다뉴브강 하구에서 싸우는 동안 92년에 파괴되었을 것이다.